# Odisha FC
Câu lạc bộ bóng đá Odisha là một câu lạc bộ bóng đá chuyên nghiệp Ấn Độ có trụ sở tại Bhubaneswar, Odisha, thi đấu tại Super League Ấn Độ theo giấy phép từ Liên đoàn bóng đá Ấn Độ (AIFF). Câu lạc bộ bắt đầu hoạt động vào tháng 10 năm 2014 trong mùa khai mạc của Super League Ấn Độ. Câu lạc bộ đổi tên thành Câu lạc bộ bóng đá Odisha khi chuyển đến sân nhà hiện tại, Sân vận động Kalinga ở Bhubaneswar, Odisha. Nhóm này thuộc sở hữu của công ty tái chế tàu có trụ sở tại Hoa Kỳ GMS Inc. 

## Lịch sử
Đầu năm 2014, có thông báo rằng Liên đoàn bóng đá Toàn Ấn, Liên đoàn bóng đá quốc gia Ấn Độ và IMG-Reliance sẽ chấp nhận đấu thầu quyền sở hữu tám hoặc chín thành phố được chọn cho Super League Ấn Độ sắp tới giải đấu được mô phỏng theo dòng của giải đấu cricket Ấn Độ Premier League. Vào ngày 13 tháng 4 năm 2014, DEN Networks đã thắng cuộc đấu thầu nhượng quyền thương mại Delhi. Đội bóng đã gia nhập liên minh với câu lạc bộ Feyenoord của Hà Lan chỉ tồn tại được một năm.
Đội bắt đầu chiến dịch của họ trong mùa giải Super League Ấn Độ khai mạc vào ngày 14 tháng 10 năm 2014 với trận hòa 0-0 với FC Pune City tại sân vận động Jawaharlal Nehru, New Delhi. Các Dynamos đã không trải nghiệm sự khởi đầu tốt nhất cho chiến dịch ISL của họ khi họ bị tụt lại ở vị trí cuối cùng cho đến Vòng 9. Đội đã trẻ hóa và tập hợp lại để thoát khỏi tình huống để kết thúc ở vị trí thứ 5 với chuỗi 5 trận bất bại trong đó bao gồm ba chiến thắng và hai trận hòa. Delhi suýt bỏ lỡ vòng loại cho vòng bán kết chỉ thua một điểm.
Năm 2015, Delhi Dynamos lần đầu tiên tham dự vòng bán kết Giải vô địch siêu Ấn Độ với số lượng trận đấu ít nhất trong năm 2015.
Mùa giải 2016, câu lạc bộ đứng thứ ba trong vòng đấu giải với 21 điểm  và thua Kerala Blasters FC trong trận bán kết của mùa giải.

## Quyền sở hữu
Được mang đến vào tháng 3 năm 2016 với tư cách là đồng sở hữu đa số mới của câu lạc bộ, GMS là người mua tiền mặt lớn nhất thế giới về tàu và tài sản ngoài khơi để tái chế. GMS hiện đang nắm giữ 100% quyền sở hữu trong câu lạc bộ mà họ đã mua thành ba đợt 55%, 25% và 20% từ DEN Networks 

## Cựu cầu thủ
| Name                       | Nation       | Năms             |
| -------------------------- | ------------ | ---------------- |
| Morten Skoubo              | Đan Mạch     | 2014-15          |
| Mads Junker                | Đan Mạch     | 2014–2015        |
| Alessandro Del Piero       | Italy        | 2014             |
| Marek Čech                 | Cộng hòa Séc | 2014             |
| Roberto Carlos             | Brazil       | 2015             |
| Gustavo Marmentini         | Brazil       | 2014-2015        |
| Pavel Eliáš                | Cộng hòa Séc | 2014             |
| Bruno                      | Tây Ban Nha  | 2014             |
| Dinis                      | Bồ Đào Nha   | 2014             |
| Kristof Van Hout           | Bỉ           | 2014–2015        |
| Hans Mulder                | Hà Lan       | 2014-2015        |
| Stijn Houben               | Hà Lan       | 2014             |
| Serginho Greene            | Hà Lan       | 2015             |
| Vinícius Ferreira de Souza | Brazil       | 2015–2016        |
| Adil Nabi                  | Anh          | 2015             |
| Toni Doblas                | Tây Ban Nha  | 2015-2016        |
| Stefano Monteleon          | Italy        | 2015             |
| Gustavo Godinez            | Mexico       | 2015             |
| Florent Malouda            | Pháp         | 2015–2017        |
| Wim Raymaekers             | Bỉ           | 2014–2015        |
| John Arne Riise            | Na Uy        | 2015             |
| Chicão                     | Brazil       | 2015             |
| Richard Gadze              | Ghana        | 2015–2017        |
| David Addy                 | Ghana        | 2016–2017        |
| Ibrahima Niasse            | Ghana        | 2016             |
| Memo                       | Brazil       | 2016             |
| Bruno Pelissari            | Brazil       | 2016             |
| Rubén González Rocha       | Tây Ban Nha  | 2016             |
| Macelinho                  | Brazil       | 2016             |
| Paulinho Dias              | Brazil       | 2017-2018 Season |
| Edu Moya                   | Tây Ban Nha  | 2017-2018 Season |
| Jeroen Lumu                | Hà Lan       | 2017-2018 Season |
| Matías Mirabaje            | Uruguay      | 2017–2018 Season |
| Badara Badji               | Senegal      | 2016–2017        |
| Kalu Uche                  | Nigeria      | 2017–2018 Season |
| Gabriel Cichero            | Venezuela    | 2017–2018 Season |
| Guyon Fernandez            | Curaçao      | 2017–2018 Season |
| Andrija Kaluđerović        | Serbia       | 2018             |
| Rene Mihelič               | Slovenia     | 2018–2019 Season |

## Current Technical staff
| Position                 | Name            |
| ------------------------ | --------------- |
| Head Coach               | Josep Gombau    |
| Assistant Coach          | Fran Perez      |
| Assistant Coach          | Jacobo Ramallo  |
| Goalkeeping Coach        | Pau Rovira Crua |
| Head Performance Analyst | Joy Gabriel M   |

## Management
| Position                      | Name          |
| ----------------------------- | ------------- |
| Managing Director             | Rohan Sharma  |
| CEO (chief executive officer) | Ashish Shah   |
| Club Secretary                | Yamini Sharma |

## Team records

### Overall records
As of ngày 9 tháng 3 năm 2018
| Season  | Indian Super League/I-League                  | Indian Super League/I-League               | Indian Super League/I-League                 | Indian Super League/I-League                  | Indian Super League/I-League                | Indian Super League/I-League                    | Indian Super League/I-League              | Indian Super League/I-League                     | Finals     | Top Scorer                | Top Scorer | Top Scorer |
| Season  | <abbr title="<nowiki>Games played</nowiki>">P | <abbr title="<nowiki>Games won</nowiki>">W | <abbr title="<nowiki>Games drawn</nowiki>">D | <abbr title="<nowiki>Games lossed</nowiki>">L | <abbr title="<nowiki>Goals for</nowiki>">GF | <abbr title="<nowiki>Goals against</nowiki>">GA | <abbr title="<nowiki>Points</nowiki>">Pts | <abbr title="<nowiki>Position</nowiki>">Position | Finals     | Player                    | Goals      |            |
| ------- | --------------------------------------------- | ------------------------------------------ | -------------------------------------------- | --------------------------------------------- | ------------------------------------------- | ----------------------------------------------- | ----------------------------------------- | ------------------------------------------------ | ---------- | ------------------------- | ---------- | ---------- |
| 2014    | 14                                            | 4                                          | 6                                            | 4                                             | 16                                          | 14                                              | 18                                        | 5th                                              | -          | Gustavo Marmentini        | 5          |            |
| 2015    | 14                                            | 6                                          | 4                                            | 4                                             | 15                                          | 11                                              | 20                                        | Top 4 (4th)                                      | Semi-final | Richard Gadze Robin Singh | 4          |            |
| 2016    | 14                                            | 5                                          | 6                                            | 3                                             | 27                                          | 17                                              | 21                                        | Top 4 (3rd)                                      | Semi-final | Marcelo Leite Pereira     | 10         |            |
| 2017–18 | 18                                            | 5                                          | 4                                            | 9                                             | 27                                          | 37                                              | 19                                        | 8th                                              | -          | Kalu Uche                 | 13         |            |

| Season | Pre-season Friendlies                         | Pre-season Friendlies                      | Pre-season Friendlies                        | Pre-season Friendlies                         | Pre-season Friendlies                       | Pre-season Friendlies                           | Top Scorer | Top Scorer | Top Scorer |
| Season | <abbr title="<nowiki>Games played</nowiki>">P | <abbr title="<nowiki>Games won</nowiki>">W | <abbr title="<nowiki>Games drawn</nowiki>">D | <abbr title="<nowiki>Games lossed</nowiki>">L | <abbr title="<nowiki>Goals for</nowiki>">GF | <abbr title="<nowiki>Goals against</nowiki>">GA | Player     | Goals      |            |
| ------ | --------------------------------------------- | ------------------------------------------ | -------------------------------------------- | --------------------------------------------- | ------------------------------------------- | ----------------------------------------------- | ---------- | ---------- | ---------- |
| 2015   | 4                                             | 1                                          | 1                                            | 2                                             | 6                                           | 12                                              | Adil Nabi  | 3          |            |

### Head Coach record
As of ngày 5 tháng 5 năm 2018
| Name                  | Nationality | From        | To            | P  | W | D | L | GF | GA | Win%   |
| --------------------- | ----------- | ----------- | ------------- | -- | - | - | - | -- | -- | ------ |
| Harm van Veldhoven    | Hà Lan      | August 2014 | December 2014 | 14 | 4 | 6 | 4 | 16 | 14 | 028.57 |
| Roberto Carlos        | Brazil      | July 2015   | December 2015 | 16 | 7 | 4 | 5 | 19 | 23 | 043.75 |
| Gianluca Zambrotta    | Italy       | July 2016   | December 2016 | 16 | 6 | 6 | 4 | 29 | 19 | 037.50 |
| Miguel Ángel Portugal | Tây Ban Nha | July 2017   | May 2018      | 18 | 5 | 4 | 9 | 16 | 30 | 027.78 |
| Josep Gombau          | Tây Ban Nha | July 2018   | May 2020      | 18 | 4 | 6 | 8 | 23 | 27 | 022.22 |

## National Ranking
As of ngày 27 tháng 4 năm 2019.
| Current Rank | Country | Team                 |
| ------------ | ------- | -------------------- |
| 15           | India   | ATK                  |
| 16           | India   | Royal Wahingdoh F.C. |
| 17           | India   | Delhi Dynamos FC     |
| 18           | India   | Chennaiyin FC        |
| 19           | India   | FC Goa               |

## Asian Clubs Ranking
As of ngày 27 tháng 4 năm 2019.
| Current Rank | Country              | Team                 |
| ------------ | -------------------- | -------------------- |
| 203          | Indonesia            | PSPS Riau            |
| 204          | United Arab Emirates | Al Dhafra FC         |
| 205          | India                | Delhi Dynamos FC     |
| 206          | Indonesia            | Wuachon United       |
| 207          | China                | Zhejiang Yiteng F.C. |

## World Clubs Ranking
As of ngày 27 tháng 4 năm 2019.
| Current Rank | Country                          | Team                          |
| ------------ | -------------------------------- | ----------------------------- |
| 1766         | United Arab Emirates             | Al Dhafra FC                  |
| 1767         | Nigeria                          | Zamfara United F.C.           |
| 1768         | India                            | Delhi Dynamos FC              |
| 1769         | Ghana                            | West African Football Academy |
| 1770         | Democratic Republic of the Congo | AS Veti Club                  |

## Kit manufacturers and shirt sponsors
| Period       | Kit manufacturer | Shirt sponsor     |
| ------------ | ---------------- | ----------------- |
| 2014—2015    | Lotto            | FreeCharge        |
| 2015—2016    | Puma             | EKANA Sportz City |
| 2016—2017    | Dryworld         | GMS               |
| 2017—2018    | T10 Sports       | Kent RO Systems   |
| 2018—present | TYKA             | Andslite          |